# Jean Kent
Jean Kent, pseudonimo di Joan Mildred Summerfield (Brixton, 29 giugno 1921 – Bury St Edmunds, 30 novembre 2013), è stata un'attrice britannica.

## Biografia
Figlia di artisti del varietà, Jean Kent intraprese la carriera teatrale nel 1931 come ballerina. Con il nome d'arte di Jean Carr, si esibì inizialmente come chorus girl presso il Windmill Theatre di Londra. Nella prima metà degli anni quaranta firmò un contratto con la casa produttrice Gainsborough Pictures e il suo primo ruolo di rilievo fu nel film bellico Two Thousand Women (1944), storia di un gruppo di donne britanniche prigioniere nella Francia occupata.
La svolta nella sua carriera giunse quando le venne assegnato un ruolo drammatico, in precedenza rifiutato da Margaret Lockwood, nel film Il mio amore vivrà (1944) di Anthony Asquith, in cui interpretò la parte dell'amica d'infanzia di Phyllis Calvert che diventa l'amante di James Mason. Il film, interpretato anche da Stewart Granger, fu un grande successo di pubblico, grazie al quale la Kent ottenne un altro ruolo di donna audace e aggressiva in La Madonna delle sette lune (1945), ancora accanto a Stewart Granger e Phyllis Calvert. Fece nuovamente coppia con Granger in alcuni film successivi, Ritorno (1945), Zingari (1946), melodramma in cui interpretò un'impetuosa gitana, e Un grande amore di Paganini (1946), nel quale subentrò nuovamente a un ruolo inizialmente destinato a Margaret Lockwood.
Dopo un ruolo di supporto in Carnevale (1946) con Michael Wilding, Kent fu la protagonista femminile del film I contrabbandieri (1947), un'avventura in costume tratta da un romanzo di Graham Greene, e ottenne un altro ruolo principale in Ragazze perdute (1948), un melodramma su una ragazza cresciuta in un quartiere povero e che finisce sulla strada del crimine. Continuò a interpretare parti di prim'attrice nelle pellicole Vigilia di nozze (1948), Vagone letto per Trieste (1948), un thriller in cui impersonò una spia, e il musical Il duca e la ballerina (1949).
All'inizio degli anni cinquanta la carriera della Kent raggiunse l'apice. Girò un film in Italia, Quel bandito sono io (1950) di Mario Soldati, quindi apparve al fianco di Dirk Bogarde in The Woman in Question (1950), e di Michael Redgrave in Addio Mr. Harris (1951). Dalla metà del decennio le sue apparizioni sullo schermo si fecero meno frequenti. Apparve ancora in film di grande successo come Il principe e la ballerina (1957) con Laurence Olivier e Marilyn Monroe, Buongiorno tristezza (1958) con David Niven e Jean Seberg, l'horror Lo strangolatore folle (1959) con Boris Karloff, e il thriller Le 10 lune di miele di Barbablù (1960) con George Sanders.
Dagli anni sessanta la Kent si dedicò per i successivi tre decenni al piccolo schermo, lavorando in numerose serie televisive tra le quali è da ricordare Sir Francis Drake (1961-1962), in cui interpretò il ruolo della regina Elisabetta I d'Inghilterra. La sua ultima apparizione cinematografica risale al 1976 nel kolossal bellico Ci rivedremo all'inferno, ambientato durante la prima guerra mondiale.
Jean Kent fu sposata con l'attore austriaco Josef Ramart dal 1946 fino alla morte di lui nel 1989. Insieme recitarono in due film, Zingari (1946) e Il duca e la ballerina (1949). L'attrice morì nel 2013, all'età di 92 anni, per le conseguenze di una caduta avvenuta nella sua residenza di Westhorpe nel Suffolk. 

## Filmografia parziale

### Cinema
- Two Thousand Women, regia di Frank Launder (1944)
- Il mio amore vivrà (Fanny by Gaslight), regia di Anthony Asquith (1944)
- La Madonna delle sette lune (Madonna of the Seven Moons), regia di Arthur Crabtree (1945)
- Ritorno (Waterloo Road), regia di Sidney Gilliat (1945)
- La bella avventuriera (The Wicked Lady), regia di Leslie Arliss (1945)
- L'amabile furfante (The Rake's Progress), regia di Sidney Gilliat (1945)
- Zingari (Caravan), regia di Arthur Crabtree (1946)
- Un grande amore di Paganini (The Magic Bow), regia di Bernard Knowles (1946)
- Carnevale (Carnival), regia di Stanley Haynes (1946)
- I contrabbandieri (The Man Within), regia di Bernard Knowles (1947)
- Ragazze perdute (Good-Time Girl), regia di David MacDonald (1948)
- Vigilia di nozze (Bond Street), regia di Gordon Parry (1948)
- Vagone letto per Trieste (Sleeping Car to Trieste), regia di John Paddy Carstairs (1948)
- Il duca e la ballerina (Trottie True), regia di Brian Desmond Hurst (1949)
- Quel bandito sono io (Her Favourite Husband), regia di Mario Soldati (1950)
- Donna nel fango (The Woman in Question), regia di Anthony Asquith (1950)
- Addio Mr. Harris (The Browning Version), regia di Anthony Asquith (1951)
- Il principe e la ballerina (The Prince and the Showgirl), regia di Laurence Olivier (1957)
- Buongiorno tristezza (Bonjour tristesse), regia di Otto Preminger (1958)
- Lo strangolatore folle (Grip of the Strangler), regia di Robert Day (1958)
- Sentenza che scotta (Beyond This Place), regia di Jack Cardiff (1959)
- La verità in reggicalze (Please Turn Over), regia di Gerald Thomas (1959)
- Le 10 lune di miele di Barbablù (Bluebeard's 10 Honeymoons), regia di W. Lee Wilder (1960)
- Ci rivedremo all'inferno (Shout at the Devil), regia di Peter R. Hunt (1976)

### Televisione
- The Errol Flynn Theatre – serie TV, episodio 1x10 (1956)
- Sir Francis Drake – serie TV, 22 episodi (1961-1962)
- Tycoon – serie TV, 11 episodi (1978)

## Doppiatrici italiane
- Rina Morelli in Quel bandito sono io
- Gabriella Genta in Donna nel fango
- Rosetta Calavetta in Addio Mr. Harris
- Dhia Cristiani in Buongiorno tristezza
- Anna Miserocchi in Ci rivedremo all'inferno